# Liège-Bastogne-Liège 2000
La 86e édition de Liège-Bastogne-Liège a eu lieu le dimanche 16 avril 2000, entre Liège et Ans. Elle a été remportée par l'Italien Paolo Bettini devant l'Espagnol David Etxebarria et son compatriote Davide Rebellin.
La course disputée sur un parcours de 264 kilomètres est l'une des manches de la Coupe du monde de cyclisme sur route 2000.

## Présentation

### Équipes
Liège-Bastogne-Liège figure au calendrier de la Coupe du monde de cyclisme sur route 2000.
On retrouve un total de 25 équipes au départ, 22 faisant partie des GSI, la première division mondiale, et les trois dernières des GSII, la seconde division mondiale.
| Groupes sportifs I (22)- AG2R Prévoyance - Banesto - Cofidis-Le Crédit par Téléphone - Deutsche Telekom - Fassa Bortolo - Farm Frites - Festina - Kelme-Costa Blanca - La Française des jeux - Lampre-Daikin - Liquigas-Pata - Lotto-Adecco - Mapei-Quick Step - Memory Card-Jack & Jones - Mercatone Uno-Albacom - ONCE-Deutsche Bank - Polti - Rabobank - Saeco-Valli & Valli - US Postal Service - Vini Caldirola-Sidermec - Vitalicio Seguros-Grupo Generali Groupes sportifs II (3)- Crédit Agricole - Tönissteiner-Colnago - Ville de Charleroi-New Systems |
| |

## Déroulement de la course
La première partie de la course voit un groupe de sept hommes s'échapper. Ces attaquants sont repris dans un premier temps par l'Italien Andrea Tafi avant qu'un regroupement général ne s'opère dans la côte de la Redoute à Remouchamps. Les derniers hectomètres de cette côte voient les Italiens Paolo Bettini et Davide Rebellin ainsi que le Français Laurent Jalabert prendre de l'avance mais ce trio est bien vite rejoint par quelques autres coureurs. Après plusieurs escarmouches sans conséquence provoquées par différents coureurs, l'Italien Wladimir Belli place une attaque dans la côte non répertoriée du Hornay à Sprimont. Il est rapidement rejoint par l'Espagnol David Etxebarria et Davide Rebellin puis par Paolo Bettini. Le quatuor ainsi formé accentue son avance dans la côte du Sart-Tilman puis lors de la descente vers la vallée de la Meuse. Dans la côte de Saint-Nicolas, Wladimir Belli est décroché et c'est désormais un trio qui de dirige vers l'arrivée à Ans. Derrière les leaders, le Belge Axel Merckx a contrattaqué et se rapproche de ceux-ci mais ne parviendra jamais à les rejoindre. Au sprint, Paolo Bettini remonte ses concurrents et s'impose facilement devant David Etxebarria.

## Classements

### Classement de la course
| \| Classement général \| Classement général \| Classement général \| Classement général \| Classement général \| \| Coureur \| Coureur \| Pays \| Équipe \| Temps \| \| ------------------ \| --------------------- \| ------------------ \| ------------------------------- \| ------------------ \| \| 1er \| Paolo Bettini \| Italie \| Mapei-Quick Step \| 6 h 28 min 32 s \| \| 2e \| David Etxebarria \| Espagne \| ONCE-Deutsche Bank \| + 0 s \| \| 3e \| Davide Rebellin \| Italie \| Liquigas-Pata \| + 0 s \| \| 4e \| Wladimir Belli \| Italie \| Fassa Bortolo \| + 10 s \| \| 5e \| Axel Merckx \| Belgique \| Mapei-Quick Step \| + 12 s \| \| 6e \| Mauro Gianetti \| Suisse \| Vini Caldirola-Sidermec \| + 30 s \| \| 7e \| Alexandre Vinokourov \| Kazakhstan \| Deutsche Telekom \| + 33 s \| \| 8e \| Maarten den Bakker \| Pays-Bas \| Rabobank \| + 40 s \| \| 9e \| Francesco Casagrande \| Italie \| Vini Caldirola-Sidermec \| + 44 s \| \| 10e \| Laurent Jalabert \| France \| ONCE-Deutsche Bank \| + 48 s \| \| 11e \| Dario Frigo \| Italie \| Fassa Bortolo \| + 48 s \| \| 12e \| Peter Farazijn \| Belgique \| Cofidis-Le Crédit par Téléphone \| + 1 min 06 s \| \| 13e \| Oscar Camenzind \| Suisse \| Lampre-Daikin \| + 1 min 12 s \| \| 14e \| Markus Zberg \| Suisse \| Rabobank \| + 1 min 12 s \| \| 15e \| Zbigniew Spruch \| Pologne \| Lampre-Daikin \| + 1 min 12 s \| \| 16e \| Mario Aerts \| Belgique \| Lotto-Adecco \| + 1 min 12 s \| \| 17e \| Michael Boogerd \| Pays-Bas \| Rabobank \| + 1 min 12 s \| \| 18e \| Christian Vande Velde \| États-Unis \| US Postal Service \| + 1 min 12 s \| \| 19e \| Marco Velo \| Italie \| Mercatone Uno-Albacom \| + 1 min 12 s \| \| 20e \| Unai Osa \| Espagne \| Banesto \| + 1 min 16 s \| |                       |            |                                 |                 |
| |                       |            |                                 |                 |
| |                       |            |                                 |                 |
| Classement général |                       |            |                                 |                 |
| Coureur | Coureur               | Pays       | Équipe                          | Temps           |
| 1er | Paolo Bettini         | Italie     | Mapei-Quick Step                | 6 h 28 min 32 s |
| 2e | David Etxebarria      | Espagne    | ONCE-Deutsche Bank              | + 0 s           |
| 3e | Davide Rebellin       | Italie     | Liquigas-Pata                   | + 0 s           |
| 4e | Wladimir Belli        | Italie     | Fassa Bortolo                   | + 10 s          |
| 5e | Axel Merckx           | Belgique   | Mapei-Quick Step                | + 12 s          |
| 6e | Mauro Gianetti        | Suisse     | Vini Caldirola-Sidermec         | + 30 s          |
| 7e | Alexandre Vinokourov  | Kazakhstan | Deutsche Telekom                | + 33 s          |
| 8e | Maarten den Bakker    | Pays-Bas   | Rabobank                        | + 40 s          |
| 9e | Francesco Casagrande  | Italie     | Vini Caldirola-Sidermec         | + 44 s          |
| 10e | Laurent Jalabert      | France     | ONCE-Deutsche Bank              | + 48 s          |
| 11e | Dario Frigo           | Italie     | Fassa Bortolo                   | + 48 s          |
| 12e | Peter Farazijn        | Belgique   | Cofidis-Le Crédit par Téléphone | + 1 min 06 s    |
| 13e | Oscar Camenzind       | Suisse     | Lampre-Daikin                   | + 1 min 12 s    |
| 14e | Markus Zberg          | Suisse     | Rabobank                        | + 1 min 12 s    |
| 15e | Zbigniew Spruch       | Pologne    | Lampre-Daikin                   | + 1 min 12 s    |
| 16e | Mario Aerts           | Belgique   | Lotto-Adecco                    | + 1 min 12 s    |
| 17e | Michael Boogerd       | Pays-Bas   | Rabobank                        | + 1 min 12 s    |
| 18e | Christian Vande Velde | États-Unis | US Postal Service               | + 1 min 12 s    |
| 19e | Marco Velo            | Italie     | Mercatone Uno-Albacom           | + 1 min 12 s    |
| 20e | Unai Osa              | Espagne    | Banesto                         | + 1 min 16 s    |

### Classement UCI
La course attribue des points à la Coupe du monde de cyclisme sur route 2000 selon le barème suivant :
| Position           | 1er | 2e | 3e | 4e | 5e | 6e | 7e | 8e | 9e | 10e | 11e | 12e | 13e | 14e | 15e | 16e | 17e | 18e | 19e | 20e | 21e | 22e | 23e | 24e | 25e |
| Classement général | 100 | 70 | 50 | 40 | 36 | 32 | 28 | 24 | 20 | 16  | 15  | 14  | 13  | 12  | 11  | 10  | 9   | 8   | 7   | 6   | 5   | 4   | 3   | 2   | 1   |

## Liste des participants
| Mapei-Quick Step MAP | Mapei-Quick Step MAP    | Mapei-Quick Step MAP |
| -------------------- | ----------------------- | -------------------- |
| Num                  | Coureur                 | Pos                  |
| 1                    | Johan Museeuw (BEL)     | 90e                  |
| 2                    | Paolo Bettini (ITA)     | 1er                  |
| 3                    | Giuliano Figueras (ITA) | 89e                  |
| 4                    | Axel Merckx (BEL)       | 5e                   |
| 5                    | Daniele Nardello (ITA)  | 82e                  |
| 6                    | Rinaldo Nocentini (ITA) | 32e                  |
| 7                    | Andrea Tafi (ITA)       | 65e                  |
| 8                    | David Tani (ITA)        | AB                   |

| Deutsche Telekom TEL | Deutsche Telekom TEL       | Deutsche Telekom TEL |
| -------------------- | -------------------------- | -------------------- |
| Num                  | Coureur                    | Pos                  |
| 11                   | Erik Zabel (GER)           | 39e                  |
| 12                   | Udo Bölts (GER)            | 79e                  |
| 13                   | Alberto Elli (ITA)         | 85e                  |
| 14                   | Jens Heppner (GER)         | 66e                  |
| 15                   | Jörg Jaksche (GER)         | 80e                  |
| 16                   | Matthias Kessler (GER)     | 62e                  |
| 17                   | Andreas Klöden (GER)       | 23e                  |
| 18                   | Alexandre Vinokourov (KAZ) | 7e                   |

| ONCE-Deutsche Bank ONC | ONCE-Deutsche Bank ONC  | ONCE-Deutsche Bank ONC |
| ---------------------- | ----------------------- | ---------------------- |
| Num                    | Coureur                 | Pos                    |
| 21                     | Laurent Jalabert (FRA)  | 10e                    |
| 22                     | Rafael Díaz Justo (ESP) | AB                     |
| 23                     | David Etxebarria (ESP)  | 2e                     |
| 24                     | Marcelino García (ESP)  | 92e                    |
| 25                     | Nicolas Jalabert (FRA)  | 96e                    |
| 26                     | Abraham Olano (ESP)     | AB                     |
| 27                     | Mikel Zarrabeitia (ESP) | 71e                    |
| 28                     | Íñigo Cuesta (ESP)      | 48e                    |

| Fassa Bortolo FAS | Fassa Bortolo FAS         | Fassa Bortolo FAS |
| ----------------- | ------------------------- | ----------------- |
| Num               | Coureur                   | Pos               |
| 31                | Wladimir Belli (ITA)      | 4e                |
| 32                | Andrea Ferrigato (ITA)    | 74e               |
| 33                | Dario Frigo (ITA)         | 11e               |
| 34                | Dimitri Konyshev (RUS)    | 70e               |
| 35                | Luca Mazzanti (ITA)       | 88e               |
| 37                | Alessandro Petacchi (ITA) | AB                |
| 38                | Raimondas Rumšas (LTU)    | 35e               |

| Rabobank RAB | Rabobank RAB             | Rabobank RAB |
| ------------ | ------------------------ | ------------ |
| Num          | Coureur                  | Pos          |
| 41           | Michael Boogerd (NED)    | 17e          |
| 42           | Niki Aebersold (SUI)     | 22e          |
| 43           | Jan Boven (NED)          | AB           |
| 44           | Maarten den Bakker (NED) | 8e           |
| 45           | Marc Lotz (NED)          | 102e         |
| 46           | Grischa Niermann (GER)   | AB           |
| 47           | Marc Wauters (BEL)       | AB           |
| 48           | Markus Zberg (SUI)       | 14e          |

| AG2R Prévoyance A2R | AG2R Prévoyance A2R        | AG2R Prévoyance A2R |
| ------------------- | -------------------------- | ------------------- |
| Num                 | Coureur                    | Pos                 |
| 51                  | Benoît Salmon (FRA)        | 76e                 |
| 52                  | Christophe Agnolutto (FRA) | AB                  |
| 53                  | Philippe Bordenave (FRA)   | AB                  |
| 54                  | Alexandre Botcharov (RUS)  | 50e                 |
| 55                  | David Delrieu (FRA)        | 101e                |
| 56                  | Andrei Kivilev (KAZ)       | AB                  |
| 57                  | Gilles Maignan (FRA)       | AB                  |
| 58                  | Ludovic Turpin (FRA)       | 104e                |

| Kelme-Costa Blanca KEL | Kelme-Costa Blanca KEL    | Kelme-Costa Blanca KEL |
| ---------------------- | ------------------------- | ---------------------- |
| Num                    | Coureur                   | Pos                    |
| 61                     | Francisco León Mane (ESP) | AB                     |
| 62                     | Juan Miguel Cuenca (ESP)  | 45e                    |
| 63                     | Alvaro Forner (ESP)       |                        |
| 64                     | Rubén Galván (ESP)        | AB                     |
| 65                     | José Javier Gómez (ESP)   | 67e                    |
| 66                     | Ricardo Otxoa (ESP)       | 95e                    |
| 67                     | Eligio Requejo (ESP)      | AB                     |

| Cofidis-Le Crédit par Téléphone COF | Cofidis-Le Crédit par Téléphone COF | Cofidis-Le Crédit par Téléphone COF |
| ----------------------------------- | ----------------------------------- | ----------------------------------- |
| Num                                 | Coureur                             | Pos                                 |
| 71                                  | Steve De Wolf (BEL)                 | 44e                                 |
| 72                                  | Peter Farazijn (BEL)                | 12e                                 |
| 73                                  | Laurent Lefèvre (FRA)               | AB                                  |
| 74                                  | Massimiliano Lelli (ITA)            | 40e                                 |
| 75                                  | Roland Meier (SUI)                  | 49e                                 |
| 76                                  | David Millar (GBR)                  | AB                                  |
| 77                                  | David Moncoutié (FRA)               | AB                                  |
| 78                                  | Arnaud Prétot (FRA)                 | AB                                  |

| Vitalicio Seguros-Grupo Generali VIT | Vitalicio Seguros-Grupo Generali VIT | Vitalicio Seguros-Grupo Generali VIT |
| ------------------------------------ | ------------------------------------ | ------------------------------------ |
| Num                                  | Coureur                              | Pos                                  |
| 82                                   | Francisco Tomás García (ESP)         |                                      |
| 83                                   | Pedro Horrillo (ESP)                 | 94e                                  |
| 84                                   | Juan Miguel Mercado (ESP)            | 99e                                  |
| 85                                   | Víctor Hugo Peña (COL)               | 31e                                  |
| 86                                   | Luis Pérez Rodríguez (ESP)           | AB                                   |
| 88                                   | Juan Carlos Vicario (ESP)            | 61e                                  |

| Farm Frites FAR | Farm Frites FAR         | Farm Frites FAR |
| --------------- | ----------------------- | --------------- |
| Num             | Coureur                 | Pos             |
| 91              | Peter Van Petegem (BEL) | 91e             |
| 92              | Sergueï Ivanov (RUS)    | 41e             |
| 93              | Steven Kleynen (BEL)    | 37e             |
| 94              | Michel Lafis (SWE)      | 53e             |
| 95              | Geert Van Bondt (BEL)   | AB              |
| 96              | Miguel Van Kessel (NED) | AB              |
| 97              | Pieter Vries (NED)      | AB              |
| 98              | Andreas Klier (GER)     | AB              |

| Banesto BAN | Banesto BAN              | Banesto BAN |
| ----------- | ------------------------ | ----------- |
| Num         | Coureur                  | Pos         |
| 102         | Dariusz Baranowski (POL) | 26e         |
| 103         | Cândido Barbosa (POR)    | AB          |
| 104         | Tomasz Brożyna (POL)     | 52e         |
| 105         | Eladio Jiménez (ESP)     | AB          |
| 107         | Francisco Mancebo (ESP)  | 38e         |
| 108         | Unai Osa (ESP)           | 20e         |

| Lampre-Daikin LAM | Lampre-Daikin LAM        | Lampre-Daikin LAM |
| ----------------- | ------------------------ | ----------------- |
| Num               | Coureur                  | Pos               |
| 111               | Oscar Camenzind (SUI)    | 13e               |
| 112               | Franco Ballerini (ITA)   | 100e              |
| 113               | Sergio Barbero (ITA)     | 78e               |
| 114               | Massimo Codol (ITA)      | AB                |
| 115               | Gabriele Missaglia (ITA) | 72e               |
| 116               | Mariano Piccoli (ITA)    | AB                |
| 117               | Marco Serpellini (ITA)   | 63e               |
| 118               | Zbigniew Spruch (POL)    | 15e               |

| Vini Caldirola-Sidermec ___ | Vini Caldirola-Sidermec ___ | Vini Caldirola-Sidermec ___ |
| --------------------------- | --------------------------- | --------------------------- |
| Num                         | Coureur                     | Pos                         |
| 121                         | Francesco Casagrande (ITA)  | 9e                          |
| 122                         | Gianluca Bortolami (ITA)    | AB                          |
| 123                         | Filippo Casagrande (ITA)    | 106e                        |
| 124                         | Massimo Donati (ITA)        | 73e                         |
| 125                         | Mauro Gianetti (SUI)        | 6e                          |
| 126                         | Marco Milesi (ITA)          | AB                          |
| 127                         | Guido Trentin (ITA)         | 105e                        |
| 128                         | Matthew White (AUS)         | 93e                         |

| Memory Card-Jack & Jones MCJ | Memory Card-Jack & Jones MCJ | Memory Card-Jack & Jones MCJ |
| ---------------------------- | ---------------------------- | ---------------------------- |
| Num                          | Coureur                      | Pos                          |
| 131                          | Bo Hamburger (DEN)           | AB                           |
| 132                          | Michael Blaudzun (DEN)       | AB                           |
| 133                          | René Jørgensen (DEN)         | AB                           |
| 134                          | Mikael Kyneb (DEN)           | AB                           |
| 135                          | Bjarke Nielsen (DEN)         | AB                           |
| 136                          | Arvis Piziks (LAT)           | AB                           |
| 137                          | Martin Rittsel (SWE)         | 33e                          |
| 138                          | Jacob Moe Rasmussen (DEN)    | AB                           |

| La Française des jeux FDJ | La Française des jeux FDJ  | La Française des jeux FDJ |
| ------------------------- | -------------------------- | ------------------------- |
| Num                       | Coureur                    | Pos                       |
| 141                       | Stéphane Heulot (FRA)      | 69e                       |
| 142                       | Grzegorz Gwiazdowski (POL) | AB                        |
| 143                       | Xavier Jan (FRA)           | 36e                       |
| 144                       | Yvon Ledanois (FRA)        | AB                        |
| 145                       | Christophe Mengin (FRA)    | AB                        |
| 146                       | Sven Montgomery (SUI)      | AB                        |
| 147                       | Cyril Saugrain (FRA)       | AB                        |
| 148                       | Jean-Michel Tessier (FRA)  | AB                        |

| Lotto-Adecco LOT | Lotto-Adecco LOT          | Lotto-Adecco LOT |
| ---------------- | ------------------------- | ---------------- |
| Num              | Coureur                   | Pos              |
| 151              | Andreï Tchmil (BEL)       | 56e              |
| 152              | Mario Aerts (BEL)         | 16e              |
| 153              | Serge Baguet (BEL)        | 51e              |
| 154              | Glenn D'Hollander (BEL)   | AB               |
| 155              | Sébastien Demarbaix (BEL) | 75e              |
| 156              | Kurt Van de Wouwer (BEL)  | 83e              |
| 157              | Rik Verbrugghe (BEL)      | 28e              |
| 158              | Geert Verheyen (BEL)      | 24e              |

| Liquigas-Pata ___ | Liquigas-Pata ___            | Liquigas-Pata ___ |
| ----------------- | ---------------------------- | ----------------- |
| Num               | Coureur                      | Pos               |
| 161               | Davide Rebellin (ITA)        | 3e                |
| 162               | Stefano Cattai (ITA)         | AB                |
| 163               | Cristiano Frattini (ITA)     | AB                |
| 164               | Fabio Marchesin (ITA)        | AB                |
| 166               | Cristian Salvato (ITA)       | AB                |
| 167               | Alessandro Spezialetti (ITA) | 27e               |

| Festina FES | Festina FES              | Festina FES |
| ----------- | ------------------------ | ----------- |
| Num         | Coureur                  | Pos         |
| 171         | Christophe Moreau (FRA)  | 43e         |
| 172         | Florent Brard (FRA)      | AB          |
| 173         | David Clinger (USA)      | AB          |
| 174         | Giuseppe Di Grande (ITA) | 42e         |
| 175         | Andy Flickinger (FRA)    | AB          |
| 176         | Rolf Huser (SUI)         | 87e         |
| 177         | Fabian Jeker (SUI)       | 68e         |

| US Postal Service USP | US Postal Service USP       | US Postal Service USP |
| --------------------- | --------------------------- | --------------------- |
| Num                   | Coureur                     | Pos                   |
| 181                   | Tyler Hamilton (USA)        | 30e                   |
| 182                   | Marty Jemison (USA)         | 77e                   |
| 183                   | Benoît Joachim (LUX)        | AB                    |
| 184                   | Patrick Jonker (AUS)        | 84e                   |
| 185                   | Levi Leipheimer (USA)       | AB                    |
| 186                   | Christian Vande Velde (USA) | 18e                   |
| 187                   | Cédric Vasseur (FRA)        | 60e                   |
| 188                   | Stive Vermaut (BEL)         | 29e                   |

| Saeco-Valli & Valli SAE | Saeco-Valli & Valli SAE   | Saeco-Valli & Valli SAE |
| ----------------------- | ------------------------- | ----------------------- |
| Num                     | Coureur                   | Pos                     |
| 191                     | Laurent Dufaux (SUI)      | 21e                     |
| 192                     | Daniel Atienza (ESP)      | AB                      |
| 193                     | Christophe Brandt (BEL)   | 57e                     |
| 194                     | Armin Meier (SUI)         | 54e                     |
| 195                     | Igor Pugaci (MDA)         | 55e                     |
| 197                     | Francesco Secchiari (ITA) | AB                      |

| Mercatone Uno-Albacom ___ | Mercatone Uno-Albacom ___ | Mercatone Uno-Albacom ___ |
| ------------------------- | ------------------------- | ------------------------- |
| Num                       | Coureur                   | Pos                       |
| 201                       | Marco Velo (ITA)          | 19e                       |
| 202                       | Igor Astarloa (ESP)       | AB                        |
| 203                       | Michele Coppolillo (ITA)  | AB                        |
| 204                       | Daniele De Paoli (ITA)    | 64e                       |
| 205                       | Fabiano Fontanelli (ITA)  | AB                        |
| 206                       | Riccardo Forconi (ITA)    | AB                        |
| 207                       | Oscar Mason (ITA)         | 47e                       |
| 208                       | Gianmario Ortenzi (ITA)   | AB                        |

| Polti PLT | Polti PLT              | Polti PLT |
| --------- | ---------------------- | --------- |
| Num       | Coureur                | Pos       |
| 211       | Richard Virenque (FRA) | 81e       |
| 212       | Rossano Brasi (ITA)    | 103e      |
| 214       | Mirko Crepaldi (ITA)   | AB        |
| 215       | Pascal Hervé (FRA)     | AB        |
| 216       | Eddy Mazzoleni (ITA)   | 59e       |
| 217       | Fabio Sacchi (ITA)     | 25e       |
| 218       | Bart Voskamp (NED)     | AB        |

| Crédit Agricole C.A | Crédit Agricole C.A      | Crédit Agricole C.A |
| ------------------- | ------------------------ | ------------------- |
| Num                 | Coureur                  | Pos                 |
| 221                 | Bobby Julich (USA)       | 58e                 |
| 222                 | Chris Boardman (GBR)     | AB                  |
| 223                 | Marcel Gono (AUS)        |                     |
| 224                 | Fabrice Gougot (FRA)     | AB                  |
| 225                 | Christopher Jenner (NZL) | AB                  |
| 226                 | Anthony Langella (FRA)   | AB                  |
| 227                 | Anthony Morin (FRA)      | AB                  |
| 228                 | Jens Voigt (GER)         | 34e                 |

| Tönissteiner-Colnago ___ | Tönissteiner-Colnago ___ | Tönissteiner-Colnago ___ |
| ------------------------ | ------------------------ | ------------------------ |
| Num                      | Coureur                  | Pos                      |
| 231                      | Tom Desmet (BEL)         |                          |
| 232                      | Pauly Burke (USA)        |                          |
| 233                      | Nicolas Coudray (FRA)    |                          |
| 234                      | Davy Delme (BEL)         |                          |
| 235                      | Morgan Fox (IRL)         |                          |
| 236                      | Masahiko Mifune (JPN)    |                          |
| 237                      | Kurt Van Landeghem (BEL) |                          |
| 238                      | Jonas Emmanuelson (SWE)  |                          |

| Ville de Charleroi-New Systems VDC | Ville de Charleroi-New Systems VDC | Ville de Charleroi-New Systems VDC |
| ---------------------------------- | ---------------------------------- | ---------------------------------- |
| Num                                | Coureur                            | Pos                                |
| 241                                | Marc Streel (BEL)                  |                                    |
| 242                                | Grégory Barbier (FRA)              |                                    |
| 243                                | Renaud Boxus (BEL)                 |                                    |
| 244                                | Vincent Cali (FRA)                 | 97e                                |
| 245                                | Geoffrey Gremelpont (BEL)          |                                    |
| 246                                | Jørgen Bo Petersen (DEN)           | 86e                                |
| 247                                | Laurent Pillon (FRA)               |                                    |
| 248                                | Philip Vereecke (BEL)              | 46e                                |

| Mapei-Quick Step MAP | Mapei-Quick Step MAP    | Mapei-Quick Step MAP |
| -------------------- | ----------------------- | -------------------- |
| Num                  | Coureur                 | Pos                  |
| 1                    | Johan Museeuw (BEL)     | 90e                  |
| 2                    | Paolo Bettini (ITA)     | 1er                  |
| 3                    | Giuliano Figueras (ITA) | 89e                  |
| 4                    | Axel Merckx (BEL)       | 5e                   |
| 5                    | Daniele Nardello (ITA)  | 82e                  |
| 6                    | Rinaldo Nocentini (ITA) | 32e                  |
| 7                    | Andrea Tafi (ITA)       | 65e                  |
| 8                    | David Tani (ITA)        | AB                   |

| Deutsche Telekom TEL | Deutsche Telekom TEL       | Deutsche Telekom TEL |
| -------------------- | -------------------------- | -------------------- |
| Num                  | Coureur                    | Pos                  |
| 11                   | Erik Zabel (GER)           | 39e                  |
| 12                   | Udo Bölts (GER)            | 79e                  |
| 13                   | Alberto Elli (ITA)         | 85e                  |
| 14                   | Jens Heppner (GER)         | 66e                  |
| 15                   | Jörg Jaksche (GER)         | 80e                  |
| 16                   | Matthias Kessler (GER)     | 62e                  |
| 17                   | Andreas Klöden (GER)       | 23e                  |
| 18                   | Alexandre Vinokourov (KAZ) | 7e                   |

| ONCE-Deutsche Bank ONC | ONCE-Deutsche Bank ONC  | ONCE-Deutsche Bank ONC |
| ---------------------- | ----------------------- | ---------------------- |
| Num                    | Coureur                 | Pos                    |
| 21                     | Laurent Jalabert (FRA)  | 10e                    |
| 22                     | Rafael Díaz Justo (ESP) | AB                     |
| 23                     | David Etxebarria (ESP)  | 2e                     |
| 24                     | Marcelino García (ESP)  | 92e                    |
| 25                     | Nicolas Jalabert (FRA)  | 96e                    |
| 26                     | Abraham Olano (ESP)     | AB                     |
| 27                     | Mikel Zarrabeitia (ESP) | 71e                    |
| 28                     | Íñigo Cuesta (ESP)      | 48e                    |

| Fassa Bortolo FAS | Fassa Bortolo FAS         | Fassa Bortolo FAS |
| ----------------- | ------------------------- | ----------------- |
| Num               | Coureur                   | Pos               |
| 31                | Wladimir Belli (ITA)      | 4e                |
| 32                | Andrea Ferrigato (ITA)    | 74e               |
| 33                | Dario Frigo (ITA)         | 11e               |
| 34                | Dimitri Konyshev (RUS)    | 70e               |
| 35                | Luca Mazzanti (ITA)       | 88e               |
| 37                | Alessandro Petacchi (ITA) | AB                |
| 38                | Raimondas Rumšas (LTU)    | 35e               |

| Rabobank RAB | Rabobank RAB             | Rabobank RAB |
| ------------ | ------------------------ | ------------ |
| Num          | Coureur                  | Pos          |
| 41           | Michael Boogerd (NED)    | 17e          |
| 42           | Niki Aebersold (SUI)     | 22e          |
| 43           | Jan Boven (NED)          | AB           |
| 44           | Maarten den Bakker (NED) | 8e           |
| 45           | Marc Lotz (NED)          | 102e         |
| 46           | Grischa Niermann (GER)   | AB           |
| 47           | Marc Wauters (BEL)       | AB           |
| 48           | Markus Zberg (SUI)       | 14e          |

| AG2R Prévoyance A2R | AG2R Prévoyance A2R        | AG2R Prévoyance A2R |
| ------------------- | -------------------------- | ------------------- |
| Num                 | Coureur                    | Pos                 |
| 51                  | Benoît Salmon (FRA)        | 76e                 |
| 52                  | Christophe Agnolutto (FRA) | AB                  |
| 53                  | Philippe Bordenave (FRA)   | AB                  |
| 54                  | Alexandre Botcharov (RUS)  | 50e                 |
| 55                  | David Delrieu (FRA)        | 101e                |
| 56                  | Andrei Kivilev (KAZ)       | AB                  |
| 57                  | Gilles Maignan (FRA)       | AB                  |
| 58                  | Ludovic Turpin (FRA)       | 104e                |

| Kelme-Costa Blanca KEL | Kelme-Costa Blanca KEL    | Kelme-Costa Blanca KEL |
| ---------------------- | ------------------------- | ---------------------- |
| Num                    | Coureur                   | Pos                    |
| 61                     | Francisco León Mane (ESP) | AB                     |
| 62                     | Juan Miguel Cuenca (ESP)  | 45e                    |
| 63                     | Alvaro Forner (ESP)       |                        |
| 64                     | Rubén Galván (ESP)        | AB                     |
| 65                     | José Javier Gómez (ESP)   | 67e                    |
| 66                     | Ricardo Otxoa (ESP)       | 95e                    |
| 67                     | Eligio Requejo (ESP)      | AB                     |

| Cofidis-Le Crédit par Téléphone COF | Cofidis-Le Crédit par Téléphone COF | Cofidis-Le Crédit par Téléphone COF |
| ----------------------------------- | ----------------------------------- | ----------------------------------- |
| Num                                 | Coureur                             | Pos                                 |
| 71                                  | Steve De Wolf (BEL)                 | 44e                                 |
| 72                                  | Peter Farazijn (BEL)                | 12e                                 |
| 73                                  | Laurent Lefèvre (FRA)               | AB                                  |
| 74                                  | Massimiliano Lelli (ITA)            | 40e                                 |
| 75                                  | Roland Meier (SUI)                  | 49e                                 |
| 76                                  | David Millar (GBR)                  | AB                                  |
| 77                                  | David Moncoutié (FRA)               | AB                                  |
| 78                                  | Arnaud Prétot (FRA)                 | AB                                  |

| Vitalicio Seguros-Grupo Generali VIT | Vitalicio Seguros-Grupo Generali VIT | Vitalicio Seguros-Grupo Generali VIT |
| ------------------------------------ | ------------------------------------ | ------------------------------------ |
| Num                                  | Coureur                              | Pos                                  |
| 82                                   | Francisco Tomás García (ESP)         |                                      |
| 83                                   | Pedro Horrillo (ESP)                 | 94e                                  |
| 84                                   | Juan Miguel Mercado (ESP)            | 99e                                  |
| 85                                   | Víctor Hugo Peña (COL)               | 31e                                  |
| 86                                   | Luis Pérez Rodríguez (ESP)           | AB                                   |
| 88                                   | Juan Carlos Vicario (ESP)            | 61e                                  |

| Farm Frites FAR | Farm Frites FAR         | Farm Frites FAR |
| --------------- | ----------------------- | --------------- |
| Num             | Coureur                 | Pos             |
| 91              | Peter Van Petegem (BEL) | 91e             |
| 92              | Sergueï Ivanov (RUS)    | 41e             |
| 93              | Steven Kleynen (BEL)    | 37e             |
| 94              | Michel Lafis (SWE)      | 53e             |
| 95              | Geert Van Bondt (BEL)   | AB              |
| 96              | Miguel Van Kessel (NED) | AB              |
| 97              | Pieter Vries (NED)      | AB              |
| 98              | Andreas Klier (GER)     | AB              |

| Banesto BAN | Banesto BAN              | Banesto BAN |
| ----------- | ------------------------ | ----------- |
| Num         | Coureur                  | Pos         |
| 102         | Dariusz Baranowski (POL) | 26e         |
| 103         | Cândido Barbosa (POR)    | AB          |
| 104         | Tomasz Brożyna (POL)     | 52e         |
| 105         | Eladio Jiménez (ESP)     | AB          |
| 107         | Francisco Mancebo (ESP)  | 38e         |
| 108         | Unai Osa (ESP)           | 20e         |

| Lampre-Daikin LAM | Lampre-Daikin LAM        | Lampre-Daikin LAM |
| ----------------- | ------------------------ | ----------------- |
| Num               | Coureur                  | Pos               |
| 111               | Oscar Camenzind (SUI)    | 13e               |
| 112               | Franco Ballerini (ITA)   | 100e              |
| 113               | Sergio Barbero (ITA)     | 78e               |
| 114               | Massimo Codol (ITA)      | AB                |
| 115               | Gabriele Missaglia (ITA) | 72e               |
| 116               | Mariano Piccoli (ITA)    | AB                |
| 117               | Marco Serpellini (ITA)   | 63e               |
| 118               | Zbigniew Spruch (POL)    | 15e               |

| Vini Caldirola-Sidermec ___ | Vini Caldirola-Sidermec ___ | Vini Caldirola-Sidermec ___ |
| --------------------------- | --------------------------- | --------------------------- |
| Num                         | Coureur                     | Pos                         |
| 121                         | Francesco Casagrande (ITA)  | 9e                          |
| 122                         | Gianluca Bortolami (ITA)    | AB                          |
| 123                         | Filippo Casagrande (ITA)    | 106e                        |
| 124                         | Massimo Donati (ITA)        | 73e                         |
| 125                         | Mauro Gianetti (SUI)        | 6e                          |
| 126                         | Marco Milesi (ITA)          | AB                          |
| 127                         | Guido Trentin (ITA)         | 105e                        |
| 128                         | Matthew White (AUS)         | 93e                         |

| Memory Card-Jack & Jones MCJ | Memory Card-Jack & Jones MCJ | Memory Card-Jack & Jones MCJ |
| ---------------------------- | ---------------------------- | ---------------------------- |
| Num                          | Coureur                      | Pos                          |
| 131                          | Bo Hamburger (DEN)           | AB                           |
| 132                          | Michael Blaudzun (DEN)       | AB                           |
| 133                          | René Jørgensen (DEN)         | AB                           |
| 134                          | Mikael Kyneb (DEN)           | AB                           |
| 135                          | Bjarke Nielsen (DEN)         | AB                           |
| 136                          | Arvis Piziks (LAT)           | AB                           |
| 137                          | Martin Rittsel (SWE)         | 33e                          |
| 138                          | Jacob Moe Rasmussen (DEN)    | AB                           |

| La Française des jeux FDJ | La Française des jeux FDJ  | La Française des jeux FDJ |
| ------------------------- | -------------------------- | ------------------------- |
| Num                       | Coureur                    | Pos                       |
| 141                       | Stéphane Heulot (FRA)      | 69e                       |
| 142                       | Grzegorz Gwiazdowski (POL) | AB                        |
| 143                       | Xavier Jan (FRA)           | 36e                       |
| 144                       | Yvon Ledanois (FRA)        | AB                        |
| 145                       | Christophe Mengin (FRA)    | AB                        |
| 146                       | Sven Montgomery (SUI)      | AB                        |
| 147                       | Cyril Saugrain (FRA)       | AB                        |
| 148                       | Jean-Michel Tessier (FRA)  | AB                        |

| Lotto-Adecco LOT | Lotto-Adecco LOT          | Lotto-Adecco LOT |
| ---------------- | ------------------------- | ---------------- |
| Num              | Coureur                   | Pos              |
| 151              | Andreï Tchmil (BEL)       | 56e              |
| 152              | Mario Aerts (BEL)         | 16e              |
| 153              | Serge Baguet (BEL)        | 51e              |
| 154              | Glenn D'Hollander (BEL)   | AB               |
| 155              | Sébastien Demarbaix (BEL) | 75e              |
| 156              | Kurt Van de Wouwer (BEL)  | 83e              |
| 157              | Rik Verbrugghe (BEL)      | 28e              |
| 158              | Geert Verheyen (BEL)      | 24e              |

| Liquigas-Pata ___ | Liquigas-Pata ___            | Liquigas-Pata ___ |
| ----------------- | ---------------------------- | ----------------- |
| Num               | Coureur                      | Pos               |
| 161               | Davide Rebellin (ITA)        | 3e                |
| 162               | Stefano Cattai (ITA)         | AB                |
| 163               | Cristiano Frattini (ITA)     | AB                |
| 164               | Fabio Marchesin (ITA)        | AB                |
| 166               | Cristian Salvato (ITA)       | AB                |
| 167               | Alessandro Spezialetti (ITA) | 27e               |

| Festina FES | Festina FES              | Festina FES |
| ----------- | ------------------------ | ----------- |
| Num         | Coureur                  | Pos         |
| 171         | Christophe Moreau (FRA)  | 43e         |
| 172         | Florent Brard (FRA)      | AB          |
| 173         | David Clinger (USA)      | AB          |
| 174         | Giuseppe Di Grande (ITA) | 42e         |
| 175         | Andy Flickinger (FRA)    | AB          |
| 176         | Rolf Huser (SUI)         | 87e         |
| 177         | Fabian Jeker (SUI)       | 68e         |

| US Postal Service USP | US Postal Service USP       | US Postal Service USP |
| --------------------- | --------------------------- | --------------------- |
| Num                   | Coureur                     | Pos                   |
| 181                   | Tyler Hamilton (USA)        | 30e                   |
| 182                   | Marty Jemison (USA)         | 77e                   |
| 183                   | Benoît Joachim (LUX)        | AB                    |
| 184                   | Patrick Jonker (AUS)        | 84e                   |
| 185                   | Levi Leipheimer (USA)       | AB                    |
| 186                   | Christian Vande Velde (USA) | 18e                   |
| 187                   | Cédric Vasseur (FRA)        | 60e                   |
| 188                   | Stive Vermaut (BEL)         | 29e                   |

| Saeco-Valli & Valli SAE | Saeco-Valli & Valli SAE   | Saeco-Valli & Valli SAE |
| ----------------------- | ------------------------- | ----------------------- |
| Num                     | Coureur                   | Pos                     |
| 191                     | Laurent Dufaux (SUI)      | 21e                     |
| 192                     | Daniel Atienza (ESP)      | AB                      |
| 193                     | Christophe Brandt (BEL)   | 57e                     |
| 194                     | Armin Meier (SUI)         | 54e                     |
| 195                     | Igor Pugaci (MDA)         | 55e                     |
| 197                     | Francesco Secchiari (ITA) | AB                      |

| Mercatone Uno-Albacom ___ | Mercatone Uno-Albacom ___ | Mercatone Uno-Albacom ___ |
| ------------------------- | ------------------------- | ------------------------- |
| Num                       | Coureur                   | Pos                       |
| 201                       | Marco Velo (ITA)          | 19e                       |
| 202                       | Igor Astarloa (ESP)       | AB                        |
| 203                       | Michele Coppolillo (ITA)  | AB                        |
| 204                       | Daniele De Paoli (ITA)    | 64e                       |
| 205                       | Fabiano Fontanelli (ITA)  | AB                        |
| 206                       | Riccardo Forconi (ITA)    | AB                        |
| 207                       | Oscar Mason (ITA)         | 47e                       |
| 208                       | Gianmario Ortenzi (ITA)   | AB                        |

| Polti PLT | Polti PLT              | Polti PLT |
| --------- | ---------------------- | --------- |
| Num       | Coureur                | Pos       |
| 211       | Richard Virenque (FRA) | 81e       |
| 212       | Rossano Brasi (ITA)    | 103e      |
| 214       | Mirko Crepaldi (ITA)   | AB        |
| 215       | Pascal Hervé (FRA)     | AB        |
| 216       | Eddy Mazzoleni (ITA)   | 59e       |
| 217       | Fabio Sacchi (ITA)     | 25e       |
| 218       | Bart Voskamp (NED)     | AB        |

| Crédit Agricole C.A | Crédit Agricole C.A      | Crédit Agricole C.A |
| ------------------- | ------------------------ | ------------------- |
| Num                 | Coureur                  | Pos                 |
| 221                 | Bobby Julich (USA)       | 58e                 |
| 222                 | Chris Boardman (GBR)     | AB                  |
| 223                 | Marcel Gono (AUS)        |                     |
| 224                 | Fabrice Gougot (FRA)     | AB                  |
| 225                 | Christopher Jenner (NZL) | AB                  |
| 226                 | Anthony Langella (FRA)   | AB                  |
| 227                 | Anthony Morin (FRA)      | AB                  |
| 228                 | Jens Voigt (GER)         | 34e                 |

| Tönissteiner-Colnago ___ | Tönissteiner-Colnago ___ | Tönissteiner-Colnago ___ |
| ------------------------ | ------------------------ | ------------------------ |
| Num                      | Coureur                  | Pos                      |
| 231                      | Tom Desmet (BEL)         |                          |
| 232                      | Pauly Burke (USA)        |                          |
| 233                      | Nicolas Coudray (FRA)    |                          |
| 234                      | Davy Delme (BEL)         |                          |
| 235                      | Morgan Fox (IRL)         |                          |
| 236                      | Masahiko Mifune (JPN)    |                          |
| 237                      | Kurt Van Landeghem (BEL) |                          |
| 238                      | Jonas Emmanuelson (SWE)  |                          |

| Ville de Charleroi-New Systems VDC | Ville de Charleroi-New Systems VDC | Ville de Charleroi-New Systems VDC |
| ---------------------------------- | ---------------------------------- | ---------------------------------- |
| Num                                | Coureur                            | Pos                                |
| 241                                | Marc Streel (BEL)                  |                                    |
| 242                                | Grégory Barbier (FRA)              |                                    |
| 243                                | Renaud Boxus (BEL)                 |                                    |
| 244                                | Vincent Cali (FRA)                 | 97e                                |
| 245                                | Geoffrey Gremelpont (BEL)          |                                    |
| 246                                | Jørgen Bo Petersen (DEN)           | 86e                                |
| 247                                | Laurent Pillon (FRA)               |                                    |
| 248                                | Philip Vereecke (BEL)              | 46e                                |